# Neope segonax
Neope segonax är en fjärilsart som beskrevs av William Chapman Hewitson 1862. Neope segonax ingår i släktet Neope och familjen praktfjärilar. Inga underarter finns listade i Catalogue of Life.